# Fritz Nadler
Fritz Nadler (* 6. August 1895 in Berlin; † 1985) war ein deutscher Chirurg und Admiralarzt.

## Leben
Fritz Nadler schloss 1922 sein Medizinstudium ab, war dann bis 1924 an den Marinelazaretten in Wilhelmshaven und Cuxhaven und promovierte 1925. Anschließend war er bis 1929 an dem Chirurgischen Universitätsklinikum Hamburg-Eppendorf.
In der Reichsmarine wurde er am 1. Mai 1925 Marine-Stabsarzt und wurde 1926 an die Universität Hamburg kommandiert. 1931 war er Oberarzt des Marinelazaretts in Wilhelmshaven und zugleich Führer der Sanitätsgruppe des Lazaretts. Er war auch Arzt bei der 4. Torpedohalbflottille und auf dem Linienschiff Schleswig-Holstein.
1936 war er als Marine-Oberstabsarzt (Beförderung am 1. April 1933) Schiffsarzt auf der Admiral Graf Spee und war im Jahr drauf, ab 1. Januar 1937 als Geschwaderarzt, zur Baubelehrung für das Marinelazarett Stralsund kommandiert und zeitgleich Abteilungsarzt bei der III. Schiffsstammabteilung der Ostsee, Regimentsarzt des 1. Schiffsstammregiments und Standortarzt bei der Kommandantur Stralsund. Mit der Einrichtung des Marinelazaretts Stralsund im Oktober 1938 wurde Nadler dann, ab 1939 als Flottenarzt, dort Chefarzt. Im Mai 1941 wurde er abkommandiert. Anschließend diente er bis Januar 1943 als Chefarzt auf dem Lazarettschiff Strassburg. Im Februar/März 1943 war er  für den im Amt verstorbenen Karl-Adalbert Kraft Leitender Sanitätsoffizier im Marinegruppenkommando West. Anschließend war er ab April 1944 als Nachfolger von Werner d’Hargues bis Ende des Jahres Stationsarzt und Chef des Sanitätsamtes bei der Marinestation der Nordsee in Wilhelmshaven. Am 1. April 1943 war er zum Admiralarzt befördert worden. Von Januar 1945 bis März 1945 war er zur Verfügung stehend beurlaubt und wurde anschließend verabschiedet.
Nach dem Krieg wurde er Chefarzt der Krankenanstalt in Hahn.

## Werke (Auswahl)
- Subkutane Berstungsrupturen des Dünndarms durch Sportverletzungen. In: Zentralblatt für Chirurgie, 1930.
- Isolierte Fraktur der ersten Rippe. In: Zentralblatt für Chirurgie, 1935.
- Neuzeitliche Kranken- und Verwundetendienst an Bord der Kriegsschiffe. In: Der Deutsche Militärarzt, 2, 1937, S. 115–118.
- Über chirurgische Operationen an Bord der Kriegsschiffe. In: Der Deutsche Militärarzt, 3, 1938, S. 6–10.